# Joseph S. Lyman
Joseph Stebbins Lyman (* 14. Februar 1785 in Northfield, Massachusetts; † 21. März 1821 in Cooperstown, New York) war ein US-amerikanischer Jurist und Politiker. Zwischen 1819 und 1821 vertrat er den Bundesstaat New York im US-Repräsentantenhaus.

## Werdegang
Joseph Stebbins Lyman wurde ungefähr eineinhalb Jahre nach dem Ende des Unabhängigkeitskrieges in Northfield im Franklin County geboren und wuchs dort auf. In dieser Zeit besuchte er Gemeinschaftsschulen und graduierte 1806 am Dartmouth College in Hanover (New Hampshire). Er studierte Jura. Nach dem Erhalt seiner Zulassung als Anwalt begann er in Cooperstown zu praktizieren.
Als Gegner einer zu starken Zentralregierung schloss er sich in jener Zeit der von Thomas Jefferson gegründeten Demokratisch-Republikanischen Partei an. Bei den Kongresswahlen des Jahres 1818 für den 16. Kongress wurde er im 15. Wahlbezirk von New York in das US-Repräsentantenhaus in Washington, D.C. gewählt, wo er am 4. März 1819 die Nachfolge von John R. Drake und Isaac Williams junior antrat, welche zuvor zusammen den Distrikt im US-Repräsentantenhaus vertreten hatten. Da er auf eine erneute Kandidatur im Jahr 1820 verzichtete, schied er nach dem 3. März 1821 aus dem Kongress aus.
Am 21. März 1821 starb er in Cooperstown und wurde in Greenfield im Franklin County beigesetzt.